# Margueritruten
Margueritruten er en turistrute for bilister, som er lagt således, at man følger landets smukkeste vejstrækninger og undervejs passerer ca. 200 af Danmarks mest kendte seværdigheder og attraktioner. Ruten er opkaldt efter Dronning Margrethe 2.'s yndlingsblomst, og derfor er ruten markeret med brune skilte med margueritblomsten.
Ruten, som i alt er på 4.218 km, blev indviet 24. april 1991 af dronning Margrethe II. Det oprindelige ruteforløb blev fastlagt af Turismens Fællesråd, det nu nedlagte samarbejdsorgan for organisationer og brancheforeninger med tilknytning til det danske turisterhverv. 
I 2008 besluttede Friluftsrådet at opdatere ruten og koble den til friluftsfaciliteter, såsom cykel- og vandrestier. Organisationen blev tovholder for projektet "Margueritruten ind i det 21. århundrede". Projektgruppen havde medlemmer fra VisitDenmark, Vejdirektoratet, Naturstyrelsen og forskellige kommuner. Margueritruten blev relanceret i 2010, efter at ruten blev ændret i 21 kommuner. I dag har Naturstyrelsen ansvaret for den digitale formidling af ruten, hvilket blandt andet sker med rutekortet på Udinaturen.dk. Det er dog de enkelte kommuner, som sørger for skiltningen ude på ruten.
Selvom Margueritruten oprindeligt er skabt med billister og motorcyklister for øje, kan store dele af ruten også følges på cykel. Man kører således hovedsagelig ad mindrebefærdede veje, omend ruten også inkluderer motorvejen over Storebæltsbroen.